# Brent Berlin
Brent Berlin (n. 1936) es un antropólogo estadounidense, famoso por su trabajo con el lingüista Paul Kay sobre términos básicos de colores titulado Basic Color Terms: Their Universality and Evolution (1969) (ISBN 1-57586-162-3).
Hasta hace poco, Berlin fue catedrático de antropología en la Universidad de Georgia, donde también fue director del Centro de Estudios de Latinoamérica y el Caribe y codirector de los Laboratorios de Etnobiología. Ha trabajado extensamente sobre los mayas.
Originalmente recibió su Ph.D. de la Universidad de Stanford en 1964.
A partir de 1998 estuvo implicado en el proyecto ICBG-Maya, un consorcio formado por institutos de salud del gobierno de los Estados Unidos y la Universidad de Georgia en asociación académica con  el Colegio de la Frontera Sur en Chiapas, México. Este proyecto tenía como propósito fundamental hacer búsquedas de recursos genéticos habidos en plantas medicinales en los Altos y Selva de Chiapas sumando a los acervos de patentes del gobierno de los Estados Unidos.  Este proyecto fuertemente cuestionado por comunidades, pueblos y centralmente por el Consejo de Médicos y Parteras Indígenas Tradicionales de Chiapas (Compitch), organización que rechazó y denunció este proceso, entonces conocido como  biopiratería, fundando un término que define la búsqueda de recursos genéticos con fines de privatización, sin autorización de los pueblos indígenas como mandata el Convenio 169 de la OIT. Y, con clara intención de monopolizar  y concentrar  recursos genéticos y conocimientos asociados de los Pueblos Mayas. Durante una larga controversia los Médicos y Parteras indígenas del Compitch ofrecieron los argumentos de fondos que abrieron una discusión compleja y vanguardista sobre el tema respecto de quién garantiza la salud de la población en el mundo, si las corporaciones farmacéuticas, acreedoras de este tipo de investigaciones, o si las sociedades rurales en el mundo con sus sistemas de conocimiento milenarios son quienes han garantizado este derecho.  Cabe señalar que el gobierno  mexicano a través de su ministra de medio ambiente, la entonces secretaria Julia Carabia presionó al Compitch para abrirse a la negociación so pretexto de una supuesta distribución de beneficios, quimera de los proyectos biotecnológicos que ofrecen cual compensación.   B. Berlín ha seguido la tradición de la antropología de  Harvard que apunta a la expoliación de saberes con fines de sistematización, concentración y alimentación curricular. Si bien su trabajo lingüístico es evidente, se ha convertido en una herramienta de acceso a conocimientos indígenas y campesinos  para exponerlos a los procesos de privatización.  El modo de incursión a las comunidades lo hizo  a través de construir aceleradas relaciones domésticas y compadrazgo con agentes de conocimiento en la comunidad,pero esta relación no trasciende a la ubicación del otro como informante.  El rechazo a este proceso de saqueo, erosión y concentración de conocimiento se divulgó a nivel internacional y finalmente el gobierno mexicano presionado por pueblos indígenas y comunidades y el Compitch decidió cancelar el proyecto por considerarlo lesivo a la soberanía de Mëxico. '

## Publicaciones
- Berlin, Brent. 1992. Ethnobiological classification: principles of categorization of plants and animals in traditional societies. Princeton, N.J.: Princeton University Press. ISBN 0-691-09469-1

- Berlin, Brent. 1995. "Huambisa Sound Symbolism." In Sound symbolism, edited by Leanne Hinton, Johanna Nichols, and John J. Ohala. Cambridge [England]: Cambridge University Press.

- Berlin, Elois Ann, and Brent Berlin. 1996. Medical ethnobiology of the Highland Maya of Chiapas, Mexico: the gastrointestinal diseases. Princeton, N.J.: Princeton University Press.